# Mallosia tristis
Mallosia tristis là một loài bọ cánh cứng trong họ Cerambycidae.